# 2,3,5,6-Tetramethylpyrazin
2,3,5,6-Tetramethylpyrazin ist eine chemische Verbindung aus der Gruppe der Pyrazine.

## Vorkommen

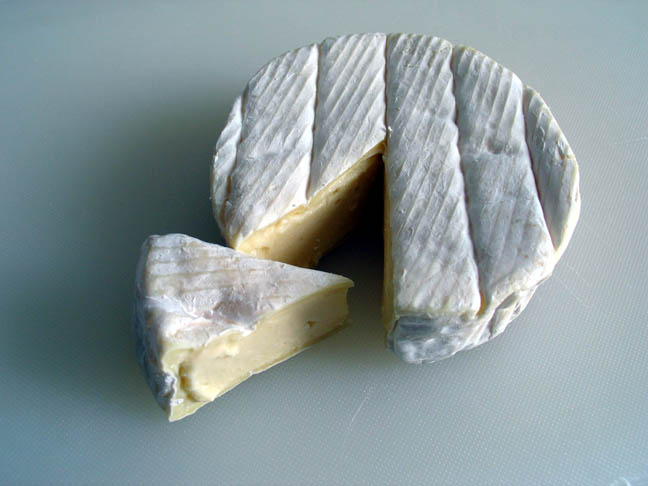
Camembert

2,3,5,6-Tetramethylpyrazin ist eine der wichtigsten flüchtigen Aromastoffe in gerösteten Kakaobohnen und Ahornsirup. Sie wurde auch in Pommes frites, Paprika, Weizenbrot, Emmentaler Käse, Schweizer Käse, Camembert, Gruyère, gekochtem, gegrilltem und gebratenem Rindfleisch, gegrilltem und gebratenem Schweinefleisch, Bier, schwarzem und grünem Tee, Kaffee, Milchprodukten, Hafermehl, Galbanumöl, gerösteten Erdnüssen, Sojabohnen, Bohnen, Pilzen, Trassi, Koriandersamen, Reiskleie, Sukiyaki, Sojasauce, Malz, Süßholz, getrockneter Bonito, Wildreis, Garnelen, Krabben, Muscheln, Jakobsmuscheln, Filberts, Rum, Sake, Wein, Whiskey, Burley-Tabak und Sojaprodukten nachgewiesen.

## Gewinnung und Darstellung
2,3,5,6-Tetramethylpyrazin kann aus 2,5-Dimethylpyrazin durch Ringalkylierung mit Methyllithium oder auch durch Kondensation von 2,3-Butandion mit 2,3-Butandiamin gewonnen werden.

## Eigenschaften
2,3,5,6-Tetramethylpyrazin ist ein weißer Feststoff mit angenehmem Geruch, der löslich in Wasser ist. Er hat einen muffigen, fermentierten, kaffeeartigen Geruch.

## Verwendung
2,3,5,6-Tetramethylpyrazin ist eine entzündungshemmende Verbindung, die aus dem fermentierten Lebensmittel Natto isoliert wurde. Es zeigte in vivo nootropische Aktivität bei Ratten. Es ist nützlich bei der Behandlung von verschiedenen Erkrankungen wie Asthma, Herzinsuffizienz, Rhinitis und Harninkontinenz. Es ist ein Geschmackszutat von Tabaks. Die Verbindung wird auch als Aromastoff eingesetzt.